# França (futbolista)
Françoaldo Sena de Souza  (Codó, Brasil, 2 de marzo de 1976), más conocido como França, es un ex-futbolista brasileño, se desempeñaba como delantero. Fue internacional en 8 ocasiones con la selección de fútbol de Brasil.

## Clubes
| Club             | País     | Año         | Partidos | Goles |
| São Paulo FC     | Brasil   | 1996 - 2002 | 327      | 182   |
| Bayer Leverkusen | Alemania | 2002 - 2005 | 70       | 21    |
| Kashiwa Reysol   | Japón    | 2005 - 2010 | 102      | 29    |
| Yokohama FC      | Japón    | 2011        | 9        | 1     |